# Les Nomades du ciel
Les Nomades du ciel est la dix-huitième histoire de la série Natacha de Raoul Cauvin, Laudec et François Walthéry. Elle est publiée pour la première fois du no 2614 au no 2624 du journal Spirou.

## Résumé
Natacha, Walter, Le commandant Turbo et le copilote Legrain, à la suite d'une tentative de détournement, un trafic de microfilms raté et un transport de doux dingues, sont coincés à Nice - où ils sont enrôlés de force comme équipage d'un Boeing 747, propriété d'un dictateur déchu qui se voit refusé l'asile où qu'il se pose.
Ce dernier, pas vraiment mauvais bougre, tente de rendre le séjour de Natacha (qu'il trouve fort séduisante, et sa femme n'est pas là) plus agréable - et fait aménager l'habitacle de l'avion en fonction de ses envies. Car il a avec lui quelques partisans, une petite ménagerie, et suffisamment d'accessoires de théâtre pour passer le temps agréablement... Mais tout cela n'arrange pas les affaires de nos héros, qui aimeraient bien pouvoir débarquer.
Seulement, personne n'a le droit de quitter l'avion, quel que soit le pays où ils atterrissent.

## Personnages
Natacha, Walter, le commandant Turbo (qui, pour une fois, n'a jamais vu ça) et le copilote Legrain. On découvre également le général (un dictateur déchu à la suite d'une tentative de démocratisation de son pays qui n'a pas plus à tout le monde) et le lieutenant Kazo.

### Documentation
- « Quelques vérités sur François Walthéry », dans Natacha t. 4 : Passeport pour l'enfer, Dupuis, 2010 (ISBN 978-2-8001-4706-2), p. 3-18.